# Poul Berg
 Ikke at forveksle med Paul Berg.
Poul Berg (født 19. august 1970 i Aarhus) er en dansk manuskriptforfatter og filminstruktør. Poul Berg har skrevet manuskript til en række børne-Tv-serier sendt på DR.
Poul Berg debuterede som instruktør med novellefilmen True Story, der havde biografpremiere, og senere blev vist på DR2. Poul Berg skrev og instruerede herefter et par kortfilm, inden har i 2002 skrev manuskript til tv-serien Ras & Kathy i 2002, som Berg også instruerede. Han har herudover skrevet manuskript til Tv-serierne Julie, Danni og Mille, som Berg også instruerede. Tv-serien Mille opnåede en række priser på filmfestivaler i USA og Sverige, og blev nomineret til en Emmy. Poul Berg har endvidere været med til at skrive manuskript til tv-julekalenderen Absalons hemmelighed fra 2006.
Poul Berg har endvidere instrueret tv-serien Limbo fra 2012, og har endvidere medvirket som manuskriptforfatter til serien.

## Eksterne links
- Poul Berg på Internet Movie Database (engelsk)
- Poul Berg på Filmdatabasen
- Poul Berg på Filmdatabasen
- Poul Berg på danskefilm.dk
- Poul Berg på danskfilmogtv.dk
- Poul Berg på Scope